# Sitophylax
Il sitophylax (in greco antico: σιτοφύλαξ?, sitophýlax, "ispettore del grano") nell'antica Atene era il magistrato incaricato di varie mansioni riguardanti il commercio e la vendita del grano.
I dieci sitophylakes, uno per tribù, venivano scelti per sorteggio e restavano in carica un anno; cinque erano per la città di Atene e cinque per il Pireo. In passato è stato ipotizzato che quelli della città fossero non cinque ma dieci; l'erronea lettura di un'affermazione di Lisia aveva fatto pensare che originariamente i sitophylakes fossero tre in tutto.
I sitophylakes del Pireo dovevano controllare l'arrivo delle navi cerealicole, di annotare le quantità di grano che importavano e di far rispettare le leggi sulle importazioni.
I sitophylakes della città di Atene dovevano controllare il prezzo del grano nei mercati, assicurandosi che fossero onesti e ragionevoli e che fossero usati come fattori dei pesi legali: sotto questo aspetto le loro funzioni assomigliavano a quelle degli agoranomi e i metronomi.
Secondo Lisia i sitophylakes erano spesso condannati a morte per dei semplici errori compiuti nel controllare l'operato dei mercanti di grano (in greco antico: σιτοπῶλαι?, sitopôlai), ma l'unica fonte in proposito è lui, quindi si tende a non accettare questa affermazione.
Demostene cita una voce dei registri dei sitophylakes per provare la quantità di grano importata dal regno del Bosforo Cimmerio, che, secondo lui, equivaleva a quella importata da tutti gli altri luoghi; la causa era la generosità del re Leucone I, che permetteva le importazioni di grano da Feodosia ad Atene. Questi registri probabilmente erano curati dai cinque sitophylakes del Pireo, che dovevano ispezionare le merci sbarcate dalle navi.